# Cephaloidophora caprellae
Cephaloidophora caprellae is een soort in de taxonomische indeling van de Myzozoa, een stam van microscopische parasitaire dieren. Het organisme komt uit het geslacht Cephaloidophora en behoort tot de familie Cephaloidophoridae. Cephaloidophora caprellae werd in 1885 ontdekt door Frenzel.